# Impatiens renae
Impatiens renae är en balsaminväxtart som beskrevs av Fischer och Raheliv. Impatiens renae ingår i släktet balsaminer, och familjen balsaminväxter. Inga underarter finns listade i Catalogue of Life.